# مولتری (جورجیا)
مولتری، جورجیا (به انگلیسی: Moultrie, Georgia) یک شهر در ایالات متحده آمریکا با جمعیت ۱۴٬۲۶۸ نفر است که در جورجیا واقع شده‌است.

## موقعیت جغرافیایی
موقعیت جغرافیایی شهرها و مناطق اطراف به شرح زیر است: